# 6 november
6 november är den 310:e dagen på året i den gregorianska kalendern (311:e under skottår). Det återstår 55 dagar av året.

## Återkommande bemärkelsedagar

### Flaggdagar
- Finland, vedertagen flaggdag, svenska dagen
- Sverige, Gustav Adolfsdagen

## Namnsdagar

### I den svenska almanackan
- Nuvarande – Gustav Adolf
- Föregående i bokstavsordning
  - Gull – Namnet infördes på dagens datum 1986, men flyttades 1993 till 28 augusti och utgick 2001.
  - Gulli – Namnet infördes på dagens datum 1986, men utgick 1993.
  - Gustav Adolf – Namnet infördes 1727, till minne av den svenske kungen Gustav II Adolfs stupande i slaget vid Lützen (som var 6 november 1632 i den julianska kalendern men 16 november 1632 i den gregorianska).
  - Leonardus – Namnet fanns, till minne av Leonard en fransk abbot och helgon i Limoges på 500-talet, på dagens datum före 1727, då det utgick.
- Föregående i kronologisk ordning
  - Före 1727 – Leonardus
  - 1727–1900 – Gustav Adolf
  - 1901–1985 – Gustav Adolf
  - 1986–1992 – Gustav Adolf, Gulli och Gull
  - 1993–2000 – Gustav Adolf
  - Från 2001 – Gustav Adolf
- Källor
  - Brylla, Eva (red.). Namnlängdsboken. Gjøvik: Norstedts ordbok, 2000 ISBN 917227204X
  - af Klintberg, Bengt. Namnen i almanackan. Gjøvik: Norstedts ordbok, 2001 ISBN 9172272929

### Finlandssvenska almanackan
- Nuvarande från 2015[1] – Svea
- I föregående revideringar[a][2]
  - 1929–2009 – Gustav Adolf
  - 2010–2014 – Gustav Adolfsdagen

## Händelser
- 355 – Den romerska kejsaren Konstantius II ger sin kusin Julianus titeln Caesar och ger honom därmed förtroendet att styra riksdelen Gallien.
- 447 – En kraftig jordbävning förstör stora delar av Konstantinopels murar, däribland 57 torn.
- 963 – Otto I kallar till en synod i Sankt Peterskyrkan i Rom, för att kunna avsätta påve Johannes XII.
- 1528 – Den skeppsbrutne spanska conquistadoren Álvar Núñez Cabeza de Vaca blir första kända europé att sätta foten i det område som idag är känt som Texas.
- 1806 – Överraskningen i Lübeck inträffar under svensk-franska kriget 1805-1810.
- 1860 – Abraham Lincoln väljs till USA:s 16:e president.
- 1881 – August Palm besöker Malmö och håller det första socialistiska föredraget i Sverige. Hvad wilja socialdemokraterna? Datumet är avsiktligt valt för att utmana överhetens firande av krigiska monarker.
- 1917 – Bolsjevikernas oktoberrevolution börjar.
- 1943 – Andra världskriget: Röda armén återtar Kiev. Strax innan förstör tyskarna många av stadens äldre byggnader.
- 1944 – Plutonium tillverkas för första gången vid Hanfordanläggningen i delstaten Washington, som skulle komma användas för att tillverka atombomben Fat Man som släpptes över japanska Nagasaki.
- 1962 – FN:s generalförsamling röstar genom en resolution, som uppmanar medlemsstaterna att upphöra med militärt och ekonomiskt samarbete med Sydafrika på grund av den rasistiska apartheid-politiken i landet.
- 1984 – Ronald Reagan blir omvald till USA:s president efter jordskredsseger över demokraten Walter Mondale.
- 2005 – Perus tidigare president Alberto Fujimori grips i Chile.
- 2012 – Vid en folkomröstning i Puerto Rico säger 45 % av de deltagande ja till att bli en delstat i USA.[3]
- 2012  – Barack Obama blir omvald till USA:s president efter att ha besegrat republikanen Mitt Romney.

## Födda
- 1391 – Edmund Mortimer, engelsk earl av Ulster och March.
- 1479 – Johanna den vansinniga, drottning av Kastilien 1504–1555 och av Aragonien 1516–1555, mamma till bl.a. Karl V (tysk-romersk kejsare).
- 1550 - Karin Månsdotter, drottning av Sverige 1568
- 1661 – Karl II av Spanien, kung 1665–1700.
- 1673 – Aleksandr Mensjikov, rysk furste, militär och politiker.
- 1692 – Louis Racine, fransk poet.
- 1755 – Stanisław Staszic, polsk filosof, statsman och poet.
- 1814 – Adolphe Sax, instrumentmakare.
- 1816 – Curtis Hooks Brogden, amerikansk politiker.
- 1825 – Charles Garnier, fransk arkitekt.
- 1841 – Armand Fallières, fransk politiker, Frankrikes president 1906–1913.
- 1843 – Job Adams Cooper, amerikansk republikansk politiker, advokat och affärsman, guvernör i Colorado 1889–1891.
- 1854 – John Philip Sousa, amerikansk marschkompositör och dirigent.
- 1861
  - Thomas Watt Gregory, amerikansk demokratisk politiker, USA:s justitieminister 1914–1919.
  - James Naismith, amerikansk upphovsman till basketboll.
- 1868 – John Forsell svensk operasångare, operachef.
- 1875 – Richard L. Murphy, amerikansk demokratisk politiker, senator (Iowa) 1933–1936.
- 1880 – Robert Musil, österrikisk författare.
- 1893 – Edsel Ford, amerikansk industriman.
- 1906 – Gus Dahlström, svensk skådespelare och musiker.
- 1907
  - Gustav Jonsson, ”Skå-Gustav”, svensk barnpsykiater, skapade barnbyn Skå.
  - Charles Woodruff Yost, amerikansk diplomat, FN-ambassadör 1969–1971.
- 1923 – Robert P. Griffin, amerikansk republikansk politiker och jurist, senator (Michigan) 1966–1979.
- 1924 – William Auld, esperantospråking poet.
- 1929 – Tom Olsson, svensk skådespelare och teaterregissör.
- 1932 – François Englert, belgisk teoretisk fysiker, mottagare av Nobelpriset i fysik 2013.
- 1937 – Yashwant Sinha, indisk politiker, finansminister 1998–2002 och utrikesminister 2002–2004.
- 1940 – Laila Dalseth, norsk jazzvokalist.
- 1941
  - Peter Althin, svensk advokat och kristdemokratisk politiker.
  - John Carter, amerikansk republikansk politiker, kongressledamot 2003–.
- 1946
  - Sally Field, amerikansk skådespelare.
  - Viivi Luik, estnisk lyriker, essäist och romanförfattare.
- 1948 – Glenn Frey, amerikansk sångare, gitarrist och skådespelare.
- 1949 – Brad Davis, amerikansk skådespelare.
- 1955 – Adde Malmberg, svensk ståuppkomiker och programledare.
- 1956 – Marc Dutroux, belgisk seriemördare.
- 1957 – Lori Singer, amerikansk skådespelare och cellist.
- 1959 – David Davis, amerikansk republikansk politiker.
- 1960 – Sara Heldt, svensk manusförfattare.
- 1964
  - Arne Duncan, amerikansk demokratisk politiker, utbildningsminister 2009–2016.
  - Greg Graffin, amerikansk musiker, sångare i Bad Religion.
- 1966 – Christian Lorenz, tysk musiker, spelar synthesizer i Rammstein.
- 1967 – Rebecca Schaeffer, amerikansk skådespelare.
- 1968 – Kelly Rutherford, amerikansk skådespelare.
- 1970
  - Ethan Hawke, amerikansk skådespelare.
  - Jonna Liljendahl, svensk skådespelare.
- 1972 – Thandie Newton, brittisk skådespelare.
- 1973 – Jonna Bergh, chefredaktör och journalist
- 1976 – Mike Herrera, amerikansk musiker, sångare och basist i punkbandet MxPx.
- 1978 – Taryn Manning, amerikansk skådespelare och sångare i popbandet Boomkat.
- 1979 – Lamar Odom, amerikansk basketspelare.
- 1990 – André Schürrle, tysk fotbollsspelare.

## Avlidna
- 1003 – Johannes XVII, född Giovanni Sicco, påve sedan 16 maj detta år.
- 1406 – Innocentius VII, född Cosimo Gentile de' Migliorati, påve sedan 1404.[4]
- 1822 – Claude Louis Berthollet, fransk kemist och läkare.
- 1836 – Karl X, kung av Frankrike 1824–1830.
- 1850 – Friedrich Wilhelm von Brandenburg, preussisk militär och statsman.
- 1853 – Samuel Grubbe, svensk filosof och politiker, ledamot av Svenska Akademien.
- 1863 – Ida Jacobsson, 24, svensk operasångare.
- 1872 – George Meade, 56, amerikansk general.
- 1876 – Giacomo Antonelli, italiensk kardinal.
- 1893 – Pjotr Tjajkovskij, rysk kompositör.
- 1912
  - Botho zu Eulenburg, preussisk greve och statsman.
  - John L. Wilson, amerikansk republikansk politiker och publicist, senator (Washington) 1895–1899.
- 1926 – Carl Swartz, svensk högerpolitiker och fabrikör, Sveriges statsminister från 30 mars till 19 oktober 1917.
- 1929 – Max av Baden, prins av Baden och tysk politiker; rikskansler 3 oktober–9 november 1918.
- 1931 – Thaddeus H. Caraway, amerikansk demokratisk politiker, senator (Arkansas) 1921–1931.
- 1935 – Henry Fairfield Osborn, amerikansk paleontolog och geolog.
- 1943 – Olga Andersson, svensk skådespelare.
- 1949 – Ellen Trotzig, svensk konstnär.
- 1960 – Erich Raeder, tysk storamiral, marinchef 1938–1943.
- 1962 – Örnulf Tigerstedt, svensk författare och översättare.
- 1964 – Hans von Euler-Chelpin, 91, tysk-svensk fysiker, mottagare av Nobelpriset i fysik 1929.
- 1968 – Chauncey Sparks, amerikansk politiker, guvernör i Alabama 1943–1947.
- 1972 – Edward V. Long, amerikansk demokratisk politiker, senator (Missouri) 1960–1968.
- 1987 – Arne Borg, svensk simmare, mottagare av Svenska Dagbladets guldmedalj 1926.
- 1991 – Gene Tierney, amerikansk skådespelare.
- 1997 – Lillian Rogers Parks, amerikansk tjänsteflicka och sömmerska, anställd i Vita huset.
- 2000 – L. Sprague de Camp, Science fiction-författare.
- 2005 – Björn Eriksen, svensk internetpionjär.
- 2006
  - Robert Jance Garfat, 62, amerikansk musiker, basist i Dr. Hook.
  - Barbro Sörman, 79, svensk mode- och textilformgivare.
- 2008 – Anders Agell, 78, svensk professor i civilrätt.
- 2011
  - Gordon Beck, 75, brittisk jazzpianist.
  - Donya Feuer, 77, amerikansk koreograf, dansare, manusförfattare och regissör.
  - Carl Nyrén, 93, svensk arkitekt.
- 2012
  - Clive Dunn, 92, brittisk skådespelare, mest känd från tv-serien Krutgubbar.
  - Maxim, 98, bulgarisk-ortodox patriark.
- 2014
  - William Rosenberg, 94, dansk skådespelare.
  - Carl Persson (jurist), 94, rikspolischef, landshövding.
- 2015 – Yitzhak Navon, 94, israelisk politiker, president 1978–1983.